# 2月5日 (旧暦)
旧暦2月5日（きゅうれきにがついつか）は旧暦2月の5日目である。六曜は赤口である。

## できごと
- 文安元年（ユリウス暦1444年2月23日） - 嘉吉より文安に改元
- 享和元年（グレゴリオ暦1801年3月19日） - 辛酉革命のため、寛政から享和に改元
- 明治2年（グレゴリオ暦1869年3月17日） - 大阪に造幣局を設置

## 誕生日
- 元禄15年（グレゴリオ暦1702年3月3日） - 吉益東洞、漢方医（+ 1773年）
- 文政11年（グレゴリオ暦1828年3月20日） - 高橋由一、洋画家（+ 1894年）
- 嘉永5年（グレゴリオ暦1852年3月21日） - 寺内正毅、18代首相・陸軍大将 （+ 1919年）
- 天保6年（グレゴリオ暦1835年3月3日） - 福岡孝弟、政治家（+ 1919年）
- 弘化3年（グレゴリオ暦1846年3月2日） - 小林やす、元長寿日本一 （+ 1964年） ※ギネス非公認記録
- 慶応2年（グレゴリオ暦1866年3月21日） - 若槻禮次郎、25・28代首相 （+ 1949年）

## 忌日
- 麟徳元年（ユリウス暦664年3月7日） - 玄奘三蔵、唐の高僧 （* 600年）